# Lathridius nodifer
Lathridius nodifer är en skalbaggsart som beskrevs av John Obadiah Westwood 1839. I den svenska databasen Dyntaxa används istället namnet Aridius nodifer. Enligt Catalogue of Life ingår Lathridius nodifer i släktet Lathridius och familjen mögelbaggar, men enligt Dyntaxa är tillhörigheten istället släktet Aridius och familjen mögelbaggar. Arten är reproducerande i Sverige. Inga underarter finns listade i Catalogue of Life.